# Smash Bandits
Smash Bandits, el nombre oficial de Smash Bandits Racing, es un videojuego arcade desarrollado y publicado por la compañía británica Hutch Games el 22 de agosto de 2013 en iOS, 1 de abril de 2014 en Android, y el 31 de marzo de 2015 en Windows, Windows Mobile y Windows Phone. Este juego es un juego de 3 en la serie Smash Cops y sus distribuidores son Google Play, App Store y Microsoft Store.

## Historia
El juego fue desarrollado por la compañía británica Hutch Games. Anunciado en 2013. El 21 de agosto de 2013, el sitio web de Pocket Gamer reveló que Smash Bandits sería lanzado a la medianoche del mismo día. Finalmente, con un poco de retraso, el juego fue lanzado el 22 de agosto en la App Store. En Android, el juego fue lanzado el 1 de abril de 2014 en Google Play. El 31 de marzo de 2015, fue lanzado en computadoras personales con Windows, Windows Mobile y Windows Phone en Microsoft Store.